# Gérard Laumon
Gérard Laumon (Lyon, 1952) é um matemático francês.
Foi palestrante convidado do Congresso Internacional de Matemáticos em Quioto (1990: La transformation de Fourier geometrique et ses applications) e Madrid (2006: Aspects geometriques du lemme fondamentale de Langlands-Shelstad).